# 埃勒巴赫河 (阿爾特瑙河支流)
51°39′33.1″N 8°43′28.9″E / 51.659194°N 8.724694°E

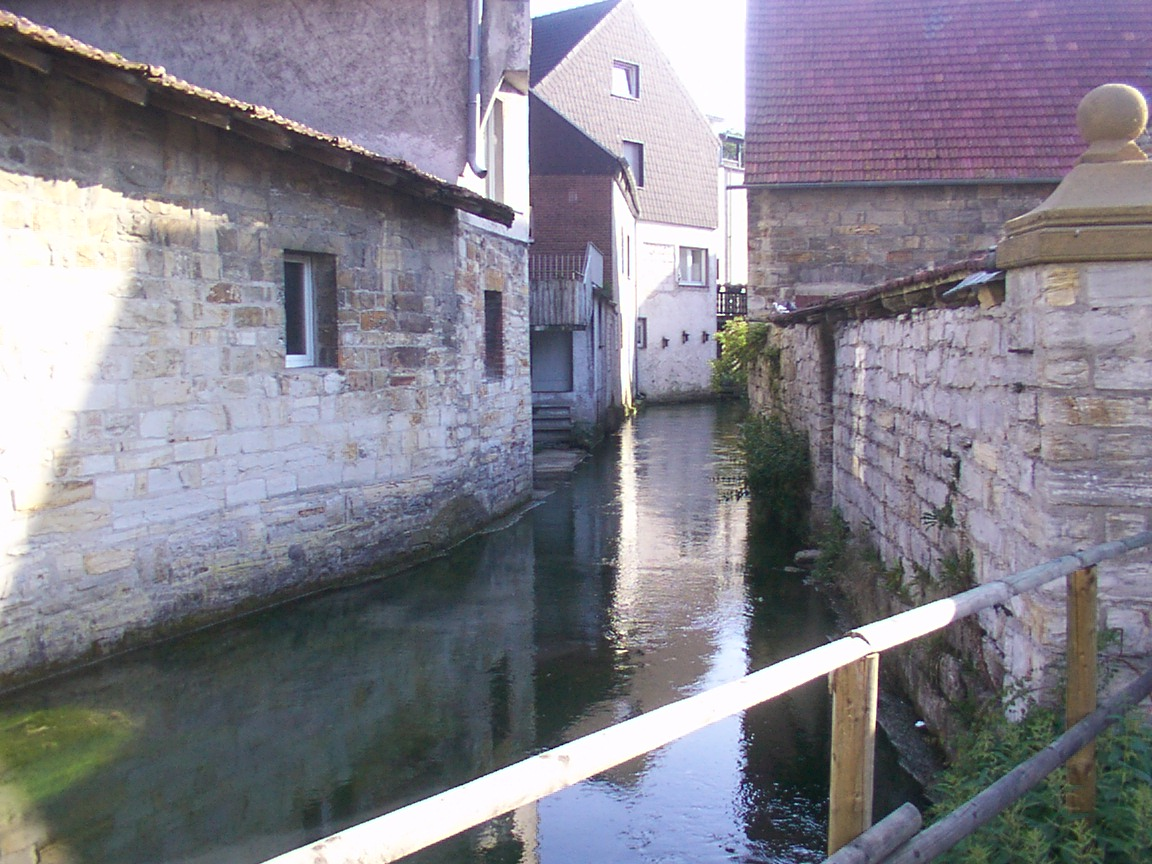

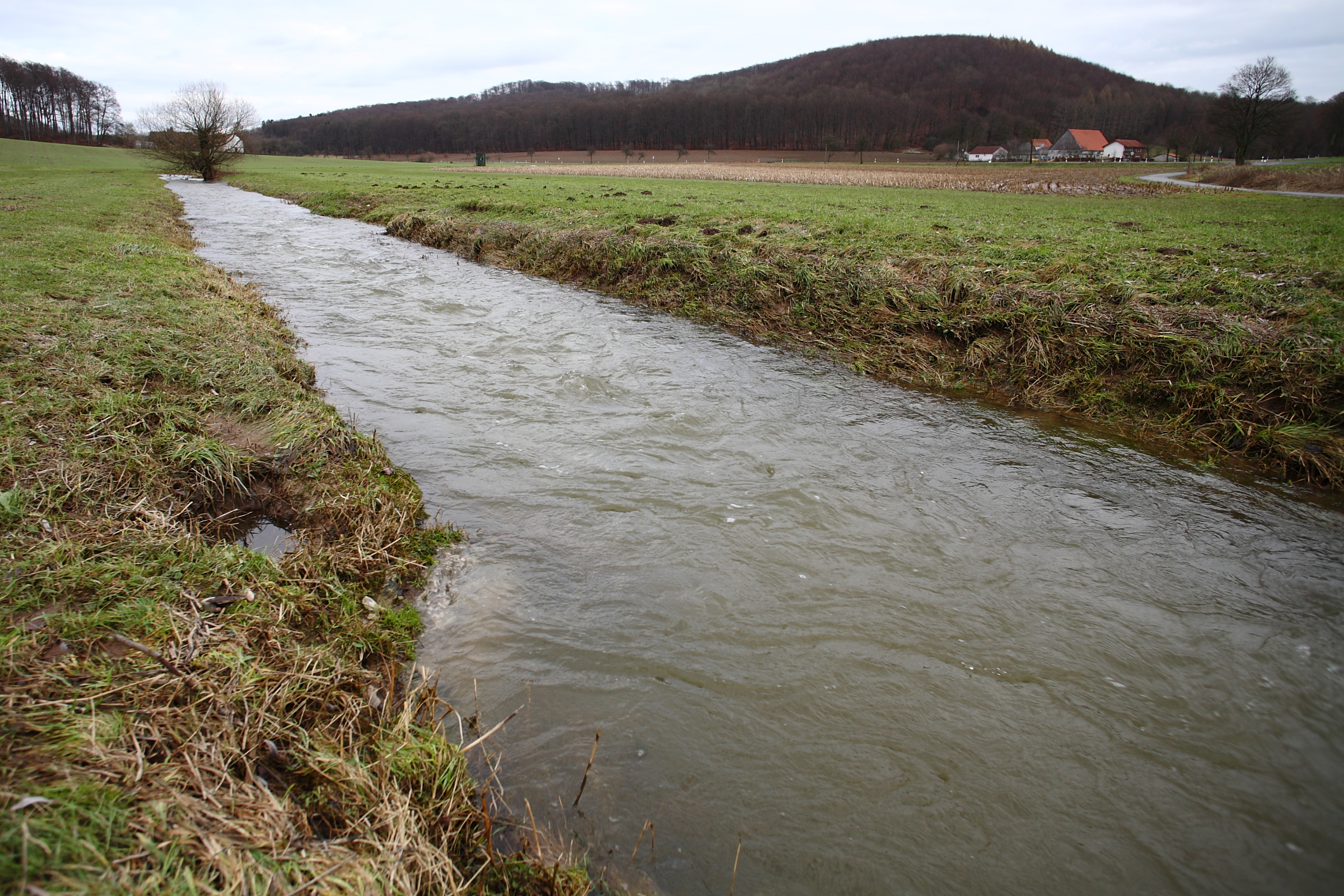

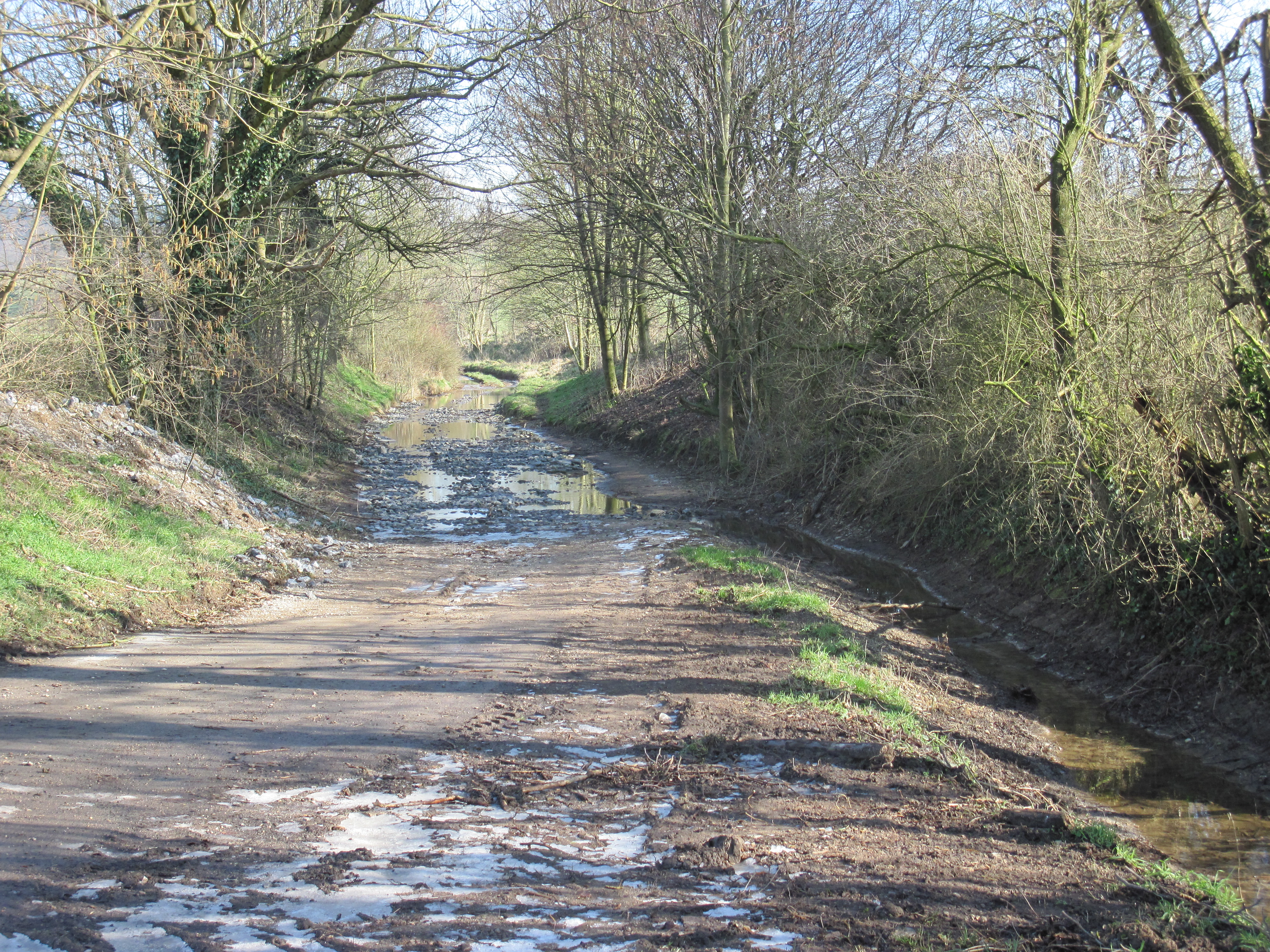

埃勒巴赫河（德語：Ellerbach），是德國的河流，位於該國西部，流經北萊茵-威斯特法倫州，屬於阿爾特瑙河的右支流，河道全長28.1公里，流域面積91.1平方公里。